# Боргерсен, Одд Болин
Одд Болин Боргерсен (норв. Odd Bohlin Borgersen; род. 10 апреля 1980) — норвежский спортсмен-конькобежец.
В 2002, 2003, 2005 и 2008 годах был призёром чемпионата Норвегии на отдельных дистанциях. В 2004 году стал серебряным призёром чемпионата Норвегии в классическом многоборье.
Летом 2004 года тренер сборной Петер Мюллер предложил Боргенсену перейти на централизованную подготовку в составе сборной, однако тот отказался, опасаясь слишком жёстких методов тренировки Мюллера.
На Чемпионате мира на отдельных дистанциях 2005 был запасным, однако получил возможность выступить в результате болезни Остейна Грёдума. В результате спортсмен стал пятым на дистанциях 5000 и 10000 м и завоевал бронзу в командной гонке.
В 2006 году стал бронзовым призёром чемпионата Норвегии в классическом многоборье, однако и на Олимпиаде в Турине, и на чемпионате мира был запасным.
Брат-близнец Одда Рейдар также был конькобежцем, а после завершения карьеры стал профессиональным велогонщиком.